# Грач, Леонид Иванович
Леонид Иванович Грач (род. 1 января 1948, Бродецкое, Винницкая область) — советский, украинский и российский политический деятель. Председатель Верховного Совета Автономной Республики Крым (14 мая 1998 — 29 апреля 2002). Доктор исторических наук, профессор, Заслуженный юрист Украины (2000).

## Образование
- ГПТУ-5 (1966),
- Кубанский государственный университет, юридический факультет (1975)[1],
- Высшая партийная школа при ЦК КПУ (1985)[1].

## Биография
- Отец, Иван Ефимович — крестьянин, участник Великой Отечественной войны. Мать, Евгения Павловна, — крестьянка[2].
- По национальности — украинец[1][3]. Воинское звание — полковник[4].
- 1964—1966 — учащийся ГПТУ-5[2];
- 1966—1967 — столяр Житомирского пединститута;
- 1967—1969 — служба в Советской Армии (г. Севастополь)[1][5];
- С 1969 года — член КПСС[1];
- 1969—1970 — секретарь комсомольской организации ГПТУ-6 Красногвардейского райкома комсомола г. Днепропетровска;
- 1970 — секретарь комитета комсомола ГПТУ-6 г. Керчи;
- 1970—1972 — инструктор идеологического отдела Керченского горкома комсомола;
- 1972—1974 — секретарь комсомольской организации рыбопромышленного объединения «Керчьрыбпром»;
- 1972—1978 — председатель профсоюзного комитета объединения «Керчьрыбпром»[4][5];
- С 1974 года — депутат Керченского городского Совета народных депутатов[1];
- 1980—1981 — инструктор, заместитель заведующего отделом пропаганды и агитации Крымского обкома Компартии Украины[1];
- 1981—1988 — заведующий отделом пропаганды и агитации Крымского обкома Компартии Украины[1][6];
- 1984—1991 — депутат Крымского областного Совета народных депутатов[1];
- 1988—1990 — секретарь Крымского обкома Компартии Украины;
- С октября 1990 года — второй секретарь Крымского обкома Компартии Украины[1][7];
- С 10 апреля 1991 года — первый секретарь Крымского обкома Компартии Украины[8]. В то время был самым молодым среди первых секретарей обкомов, крайкомов КПСС[1].
- 1991—2002 — депутат Верховного Совета Крыма; в марте — августе 1991 года — председатель Постоянной комиссии Верховного Совета Крымской АССР по гармонизации межнациональных отношений и духовной сферы;
- С 8 мая по 30 августа 1991 — первый секретарь Крымского республиканского комитета Компартии Украины[8][9][10]. После запрета партии остался без работы[1]. Находился под следствием по делу ГКЧП[6]. С декабря 1991 года вместе с коллегами проводил работу по восстановлению Компартии[4].
- С мая 1992 года — председатель Союза коммунистов Крыма[4] (Сергей Аксёненко вспоминал, что фамилия Грача называлась в числе кандидатов на пост первого секретаря ЦК КПУ при восстановлении последней[11]).
- С июля 1993 — первый секретарь ЦК Коммунистической партии Крыма[12][13].
- С сентября 1993 года — член Президиума ЦК Компартии Украины[4] (исключен решением президиума в феврале 2009 году).
- 1997—2010 — первый секретарь Крымского рескома Коммунистической партии Украины. 16 декабря 2010 года Президиум ЦК Компартии Украины исключил его из членов КПУ и фракции Компартии в Верховной Раде Украины[14].
- май 1998 — май 2002 — Председатель Верховного Совета Крыма[1]. Руководил процессом разработки и принятия Конституции Автономной Республики Крым[1][10].
- май 2002 — декабрь 2012 — народный депутат Украины, председатель Комитета Верховной Рады Украины по вопросам борьбы с организованной преступностью и коррупцией[1]. С июля 2006 — председатель Комитета Верховной Рады Украины по вопросам прав человека, национальных меньшинств и межнациональных отношений[1]. С декабря 2007 — член Комитета Верховной Рады Украины по вопросам правосудия[1];
- C февраля 2011 года — Председатель Совета Коммунистической партии рабочих и селян[4].

В феврале 2013 года основал Коммунистическую марксистско-ленинскую партию Украины.
В конце февраля 2014 года заявил, что Крым не ставит вопрос о пересмотре границ и Крым останется в составе Украины. Однако спустя две недели он поддержал референдум о статусе Крыма 16 марта 2014 года.
С апреля 2014 года — первый секретарь Крымского регионального отделения партии «Коммунисты России».
В июне 2014 года получил гражданство Российской Федерации и заявил о том, что на выборах 14 сентября 2014 года будет баллотироваться в Государственный совет Республики Крым от партии «Коммунисты России». 12 августа 2014 года политбюро Центрального комитета партии Коммунисты России предложило Президенту Российской Федерации Владимиру Путину кандидатуру Грача на должность Главы Республики Крым.
Автор свыше 900 публикаций, монографий, книг, брошюр.

## Награды и звания

### Государственные и ведомственные
- Медаль «За доблестный труд. В ознаменование 100-летия со дня рождения В. И. Ленина» (1970)[1].
- Почётная грамота Президиума Верховного Совета УССР[1] (1988).
- Орден князя Ярослава Мудрого V степени (16 марта 1999 года) — за выдающиеся личные заслуги перед Украиной в области государственного строительства, весомый вклад в социально-экономическое развитие Автономной Республики Крым[21].
- Заслуженный юрист Украины (22 марта 2000 года) — за самоотверженный труд, весомые достижения в профессиональной деятельности[22].
- Заслуженный железнодорожник Украины (2001)[4].
- Орден «Содружество» (25 марта 2002 года, Совет Межпарламентской Ассамблеи государств — участников Содружества Независимых Государств) — за активное участие в деятельности Межпарламентской Ассамблеи и её органов, вклад в укрепление дружбы между народами государств — участников Содружества[23].
- Знак отличия Автономной Республики Крым «За верность долгу»[1] (2006)[4].
- Орден Дружбы (25 января 2008 года, Россия) — за большой вклад в укрепление дружбы и сотрудничества между Российской Федерацией и Украиной[24].
- Почетная грамота Президиума Национальной Академии наук Украины[1].
- Орден Святого Равноапостольного Князя Владимира (Украинская православная церковь)[1].
- Почётный гражданин города-героя Керчи[1].

### Общественные организации
- орден «Казацкий шар с мечами» (2000).
- приз «Хрустальный меч в глобусе» Международного открытого рейтинга популярности «Золотая фортуна» (2000).
- Почётный профессор Евпаторийского университета при Международной академии наук о природе и обществе (2001).
- Почётный орден Российской академии естественных наук «За заслуги» (декабрь 2001).
- Орден Петра Великого 1-й степени (2007 год, Национальный комитет общественных наград РФ) — за выдающиеся заслуги и большой вклад в укрепление дружбы, сотрудничества между народами России и Украины[4].
- золотая медаль Европейского международного экономического института.
- медаль Симферопольской и Крымской епархии «2000-летие Рождества Христова».
- приз «Хрустальный Евроглобус» Международного экономического института.
- Орден юстиции 1-й степени (Всемирная ассоциация юристов) — за значительный вклад в укрепление мира через верховенство права, за разрешение острой геополитической проблемы по урегулированию взаимоотношений крымской автономии с государством Украина правовым путем[1].

## Личная жизнь
- Семья: жена[1] Валентина Михайловна, сын Алексей, дочь Татьяна[6].